# Усть-Сосновский район
Усть-Сосновский район — административно-территориальная единица в составе Томской губернии и Сибирского края РСФСР, существовавшая в 1924—1929 годах. Центр — село Усть-Сосново.
Усть-Сосновский район образован в составе Щегловского уезда Томской губернии 4 сентября 1924 года. В состав района вошла территория следующих упразднённых волостей: Тарсминской полностью, Зарубинской и Титовской частично.
В 1924 году Усть-Сосновский район вошёл в состав Кольчугинского уезда.
В 1925 году Усть-Сосновский район вошёл в состав Кузнецкого округа Сибирского края.
По данным 1926 года Усть-Сосновский район включал следующие сельсоветы: Абышевский, Березовский, Васьковский, Козловский, Кокуйский, Колотовкинский, Лукошкинский, Озёрский, Русаковский, Симановский, Тыхтинский, Усть-Сосновский и Шишинский.
В 1929 году Усть-Сосновский район был упразднён, а его территория включена в Топкинский район.